# Jonathan Nation
Jonathan Nation ist ein US-amerikanischer Schauspieler.

## Leben
Seine erste Nebenrolle hatte Nation 1999 in The Sixth Sense. Ab 2007 war er wieder vermehrt in Filmproduktionen zu sehen. Überwiegend spielte er in Low-Budget-Filmen mit wie 2009 in Mega Shark vs. Giant Octopus, 2010 in 6 Guns, 2014 in Airplane vs. Volcano oder 2015 in Avengers Grimm. 2016 übernahm er im Fernsehfilm Elvis lebt! – Nicht tot, nur Undercover die historisch anspruchsvolle Hauptrolle des Elvis Presley. 2020 übernahm er eine Rollenbesetzung im Science-Fiction-Film Monster Hunters – Die Alienjäger.

## Filmografie (Auswahl)
- 1999: The Sixth Sense
- 2007: Das perfekte Verbrechen (Fracture)
- 2007: Cataclysmo and the Time Boys
- 2008: 2012: Doomsday (2012 Doomsday)
- 2008: Krieg der Welten 2 – Die nächste Angriffswelle (War of the Worlds 2: The Next Wave)
- 2008: Death Racers
- 2009: Countdown: Jerusalem
- 2009: Dragonquest
- 2009: Mega Shark vs. Giant Octopus
- 2009: Mega Piranha (Fernsehfilm)
- 2010: 6 Guns
- 2010: Airline Disaster – Terroranschlag an Bord (Airline Disaster)
- 2010: #1 Cheerleader Camp
- 2010: Devil on My Shoulder
- 2011: Die Prinzessin und das Pony (Princess and the Pony)
- 2011: Cataclysmo (Fernsehserie, Episode 1x02)
- 2012: Flight 23 – Air Crash (Air Collision)
- 2012: Bikini Spring Break Massaker (Girls gone Dead)
- 2012: Lizard Man
- 2012: Lord of the Elves – Das Zeitalter der Halblinge (Clash of the Empires, Sprechrolle)
- 2013: The Silicon Assassin Project (Fernsehserie)
- 2013: Hänsel und Gretel (Hansel & Gretel)
- 2013: Meet the Cleavers – Familienfeste und andere Katastrophen (Cleaver Family Reunion)
- 2013: Rest for the Wicked (Miniserie, 3 Episoden)
- 2013: Alone for Christmas: Bone – Allein zu Haus (Alone for Christmas)
- 2013: M Is for Masochist (Kurzfilm)
- 2014: Eddie George Really Loves Soda (Kurzfilm)
- 2014: Airplane vs. Volcano
- 2014: Asian School Girls – Rache war nie süßer! (Asian School Girls)
- 2015: Eyewitness (Fernsehfilm)
- 2015: Avengers Grimm (Avengers Grimm – A battle of legendary proportions)
- 2015: Invisible Centerfolds
- 2015: Flight World War II – Zurück im Zweiten Weltkrieg (Flight World War II)
- 2015: Erotic Vampires of Beverly Hills
- 2015: All Hallows’ Eve 2
- 2015: The Christmas Gift (Fernsehfilm)
- 2016: Elvis lebt! – Nicht tot, nur Undercover (Elvis Lives!, Fernsehfilm)
- 2017: Circus Kane
- 2018: Jurassic Galaxy
- 2018: Runaway Nightmare (Fernsehfilm)
- 2018: Hornet – Beschützer der Erde (Hornet)
- 2019: RoboWoman
- 2020: Nathan’s Kingdom
- 2020: Monster Hunters – Die Alienjäger (Monster Hunters)
- 2020: The Last Exorcist
- 2020: Girl Lost: A Hollywood Story
- 2021: Apex Predators
- 2021: Tales of a 5th Grade Robin Hood
- 2022: Piranha Women
- 2023: Cocaine Cougar
- 2023: Closet Monster
- 2023: Hell of the Screaming Undead
- 2023: Mega Ape
- 2023: The Dark House of Mystery